# 214
214 (CCXIV na numeração romana) foi um ano comum do século III do Calendário Juliano, da Era de Cristo, teve início a um sábado  e terminou também a um sábado, a sua letra dominical foi B (52 semanas)
| Ano completo                   |
| ------------------------------ |
| Ano comum com início ao sábado |

## Nascimentos
- Lúcio Domício Aureliano, imperador romano († 275).